# Linda Cerup-Simonsen
Linda Cerup-Simonsen wcześniej Linda Widwey Andersen (ur. 15 czerwca 1969 w Tønsbergu) – norweska żeglarka sportowa. Złota medalistka olimpijska z Barcelony.
Brała udział w dwóch igrzyskach (IO 92, IO 96). W 1992 startowała w klasie Europa i zdobyła złoty medal. W 1996 zajęła dziesiąte miejsce w 470 startując z siostrą Idą. W Europie zdobyła srebro mistrzostw świata w 1988, zwyciężyła w mistrzostwach Europy w 1991 i zdobyła brąz tej imprezy w 1992. Była chorążym reprezentacji Norwegii podczas ceremonii otwarcia igrzysk w Atlancie.